# Ample (Fluss)
Die Ample (französisch: Rivière Ample) ist ein kleiner Fluss in Frankreich, der im Département Pyrénées-Orientales in der Region Okzitanien verläuft. Er entspringt unter dem Namen Còrrec de la Formentera im Gemeindegebiet von Prunet-et-Belpuig, entwässert generell Richtung Südwest durch ein dünn besiedeltes Gebiet und mündet nach rund 16 Kilometern im Gemeindegebiet von Reynès als rechter Nebenfluss in den Tech.

## Orte am Fluss
(Reihenfolge in Fließrichtung)
- Belpuig, Gemeinde Prunet-et-Belpuig
- Mas Roca, Gemeinde Taillet
- Mas d’en Camó, Gemeinde Reynès